# Монро, Джасинта
Джасинта Монро (англ. Jacinta Monroe; род. 4 сентября 1988 года, Форт-Лодердейл, Флорида, США) — американская профессиональная баскетболистка, выступавшая в женской национальной баскетбольной ассоциации. Была выбрана на драфте ВНБА 2010 года в первом раунде под шестым номером командой «Вашингтон Мистикс». Играет на позиции тяжёлого форварда и центровой. В настоящее время она защищает цвета венгерской команды «Уника Шопрон».

## Ранние годы
Джасинта Монро родилась 4 сентября 1988 года в городе Форт-Лодердейл (штат Флорида), училась там же в средней школе Стрэнахан, в которой выступала за местную баскетбольную команду.